# Jiahanqing Zhen
Jiahanqing Zhen (kinesiska: 夹寒箐, 夹寒箐镇) är en köping i Kina. Den ligger i provinsen Yunnan, i den sydvästra delen av landet, omkring 300 kilometer sydost om provinshuvudstaden Kunming. Antalet invånare är 36 947. Befolkningen består av 17 339 kvinnor och 19 608 män. Barn under 15 år utgör 23,0 %, vuxna 15-64 år 68 %, och äldre över 65 år 8,0 %.
Genomsnittlig årsnederbörd är 2 402 millimeter. Den regnigaste månaden är juli, med i genomsnitt 536 mm nederbörd, och den torraste är februari, med 29 mm nederbörd.